# تيم هوغو
تيم هوغو (بالإنجليزية: Tim Hugo)‏ هو سياسي أمريكي، ولد في 7 يناير 1963 في نورفولك في الولايات المتحدة. حزبياً، نشط في الحزب الجمهوري.

## وصلات خارجية
- الموقع الرسمي